# إثلرد
إثلريد (بالإنجليزية: Athelred)أحد ملوك إنجلترا والاخ الأكبر الفريد العظيم، وابن الملك ايثلووف وحفيد الملك ايغبرت. حكم في القرن 9 الميلادي من سنة (858م_871م) وهو من عائلة وسكس.
قام بمحاربة الجيش الوثني العظيم(الفايكنج) مع أخيه الاصغر الفرد سنة 871م دفاعآ عن وسكس اخر ممالك انجلترا فانتصر الانجليز في هذه المعركه وتلتها معركه اخر قتل بها اثلريد متأثرًا بجروحه.